# Elaphrus uliginosus
Elaphrus uliginosus es una especie de escarabajo del género Elaphrus, familia Carabidae. Fue descrita científicamente por Fabricius en 1792.
Se distribuye por Albania, Austria, Bélgica, Bulgaria, Chequia, Dinamarca, Estonia, Finlandia, Francia, Alemania, Gran Bretaña, Hungría, Irán, Irlanda, Italia, Kazajistán, Kirguistán, Letonia, Lituania, Moldavia, Países Bajos, Noruega, Polonia, Rusia, Serbia, Eslovaquia, Suecia, Suiza, Tayikistán y Turkmenistán.